# Камчатска област
Камчатска област е бивш субект в състава на Руската Федерация, разположена е на полуостров Камчатка.
Областта е образувана на 20 октомври 1932 г., намира се в състава на Далекоизточния федерален окръг. На север граничи с Магаданска област и Чукотския автономен окръг. В северната част на областта е разположен Корякския автономен окръг.
На 23 октомври 2005 г., след проведен референдум за обединение на Камчатска област с Корякския автономен окръг, народът казва „да“ на обединението. Така е създаден Камчатски край.